# Осенняя древесная утка
Осенняя древесная утка, или чернобрюхая свистящая утка, или осенняя утка (лат. Dendrocygna autumnalis) — среднего размера водоплавающая птица семейства утиных, обитающая в тропических районах Америки. 

## Описание
Как и другие древесные утки, осенняя утка имеет промежуточные внешние характеристики между утками и гусями. Её длина составляет 47—50,7 см, вес 652—1020 г. Шея и ноги длинные, а крылья широкие и короткие, как у гусей. Голова коричневато-серая, с неоперёнными белыми участками вокруг глаз и узкой тёмной полосой от макушки вниз на затылок. Клюв достаточно длинный, розового либо красноватого цвета. Оперение спины светло-коричневое, грудки и нижней части шеи каштановое, брюха чёрное. Маховые перья белые в основании и чёрные на конце — такой рисунок показывает отчётливое белое пятно на крыльях во время полёта. Ноги розовые, хорошо приспособлены для сидения на деревьях и лазания. Половой диморфизм не выражен. Молодые, не достигшие половой зрелости птицы похожи на взрослых, однако окрашены несколько более тускло. Их брюшная часть преимущественно серо-бурая, клюв серый, а ноги розовато-серые.

## Распространение
Это один из двух видов древесных уток, обитающих исключительно в Новом Свете (второй вид, черноклювая утка — эндемик Антильских островов). Северная граница ареала пролегает в Северной Америке через южные штаты США (Аризону, Техас и возможно Луизиану) и северный мексиканский штат Сонора, южная через Северную Аргентину. В Южной Америке распространена к востоку от Анд. Отдельные залёты этих птиц отмечены далеко за пределами ареала — вплоть до районов Великих озёр на севере и на островах Карибского моря. Встречается на высоте до 1500 м над уровнем моря.
Обитает на мелководье водоёмов со стоячей пресной водой и древесной растительностью по берегам: лесных болотах, торфяниках, заливных лугах, мелководных озёрах. Крупные озёра с открытой водой старается избегать. Предпочтение отдаёт местам, где поблизости имеются поля, засеянные рисом, кукурузой или другими зерновыми культурами. Обычно оседлый вид, однако в поисках пищи может совершать кочёвки, в том числе и за пределы постоянного ареала. Мигрируют только на северной границе ареала. Во время миграции летят ночью, большими стаями и шумно.

## Размножение
Пары сохраняются в течение длительного времени (для других древесных уток такое поведение не характерно). Период размножения на юге США в мае-июне, в Коста-Рике в мае-октябре, в Венесуэле в сентябре-октябре. В году обычно одна кладка, но в ряде регионов самка способна отложить дважды. Гнездо обычно располагается в дупле дерева (дуба, ивы или мескитового дерева) на высоте 2,4—3 м, но при необходимости может быть устроено и на земле в зарослях тростника или посреди кактусов. Птицы также занимают искусственные гнёзда. В случае, когда гнездо устраивается на земле, оно представляет собой неглубокое чашеобразное образование из травы с пуховой выстилкой; в дупле в качестве подстилки используется древесная труха. Самец и самка оба участвуют в обустройстве гнезда. Кладка содержит 9—18 яиц беловатого цвета без крапления. Размер яиц 50 x 39 мм, вес около 44 г. Иногда встречаются большие кладки, содержащие до 65 яиц — такие кладки являются подбросами несколькими птицами и не охраняются. Период инкубации длится 25—30 дней, насиживают попеременно самец и самка. Птенцы вылупляются синхронно. Они покрыты густым жёлтым пухом и уже в течение одного-двух дней способны покинуть гнездо и самостоятельно добывать себе корм. Способность к полёту появляется через 53-63 дней.

## Питание
Основу питания составляет растительная пища — вегетативные части водных растений, прибрежных трав и зерновых культур. Кроме того, употребляет в пищу моллюсков и насекомых. Кормится преимущественно в тёмное время суток, на мелководье либо на суше. Часто в поисках корма заходит на засеянные зерном поля.

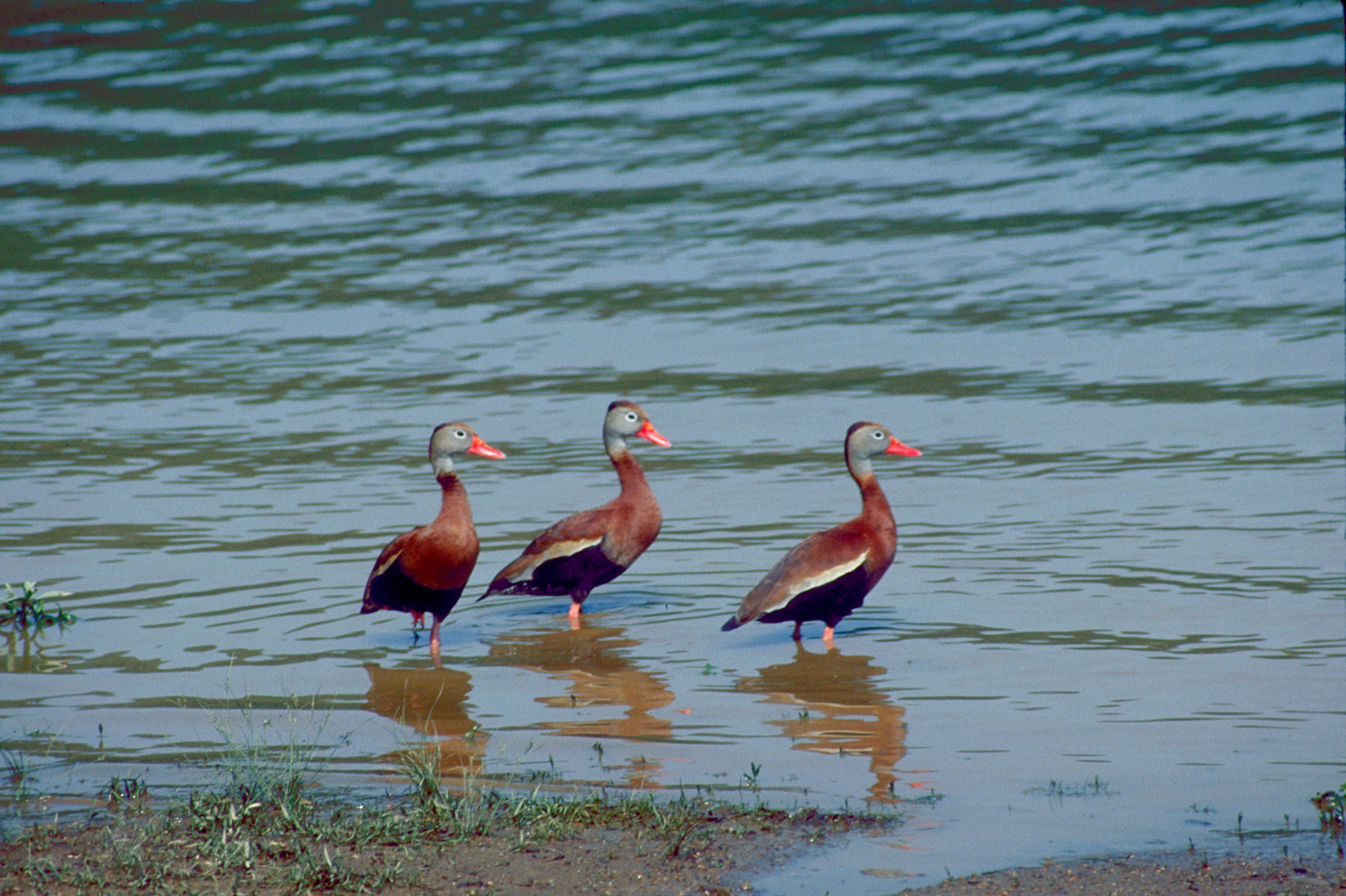
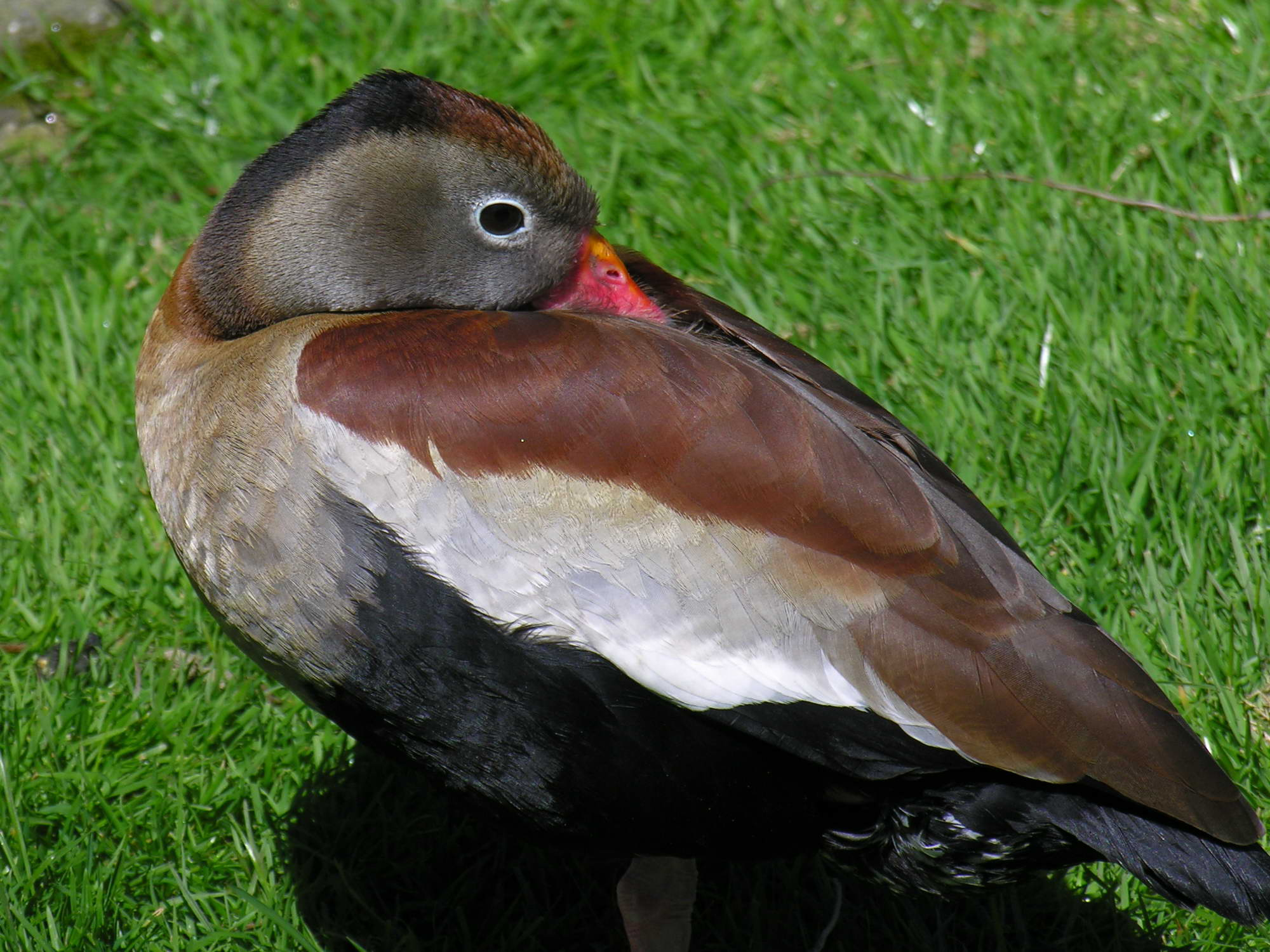
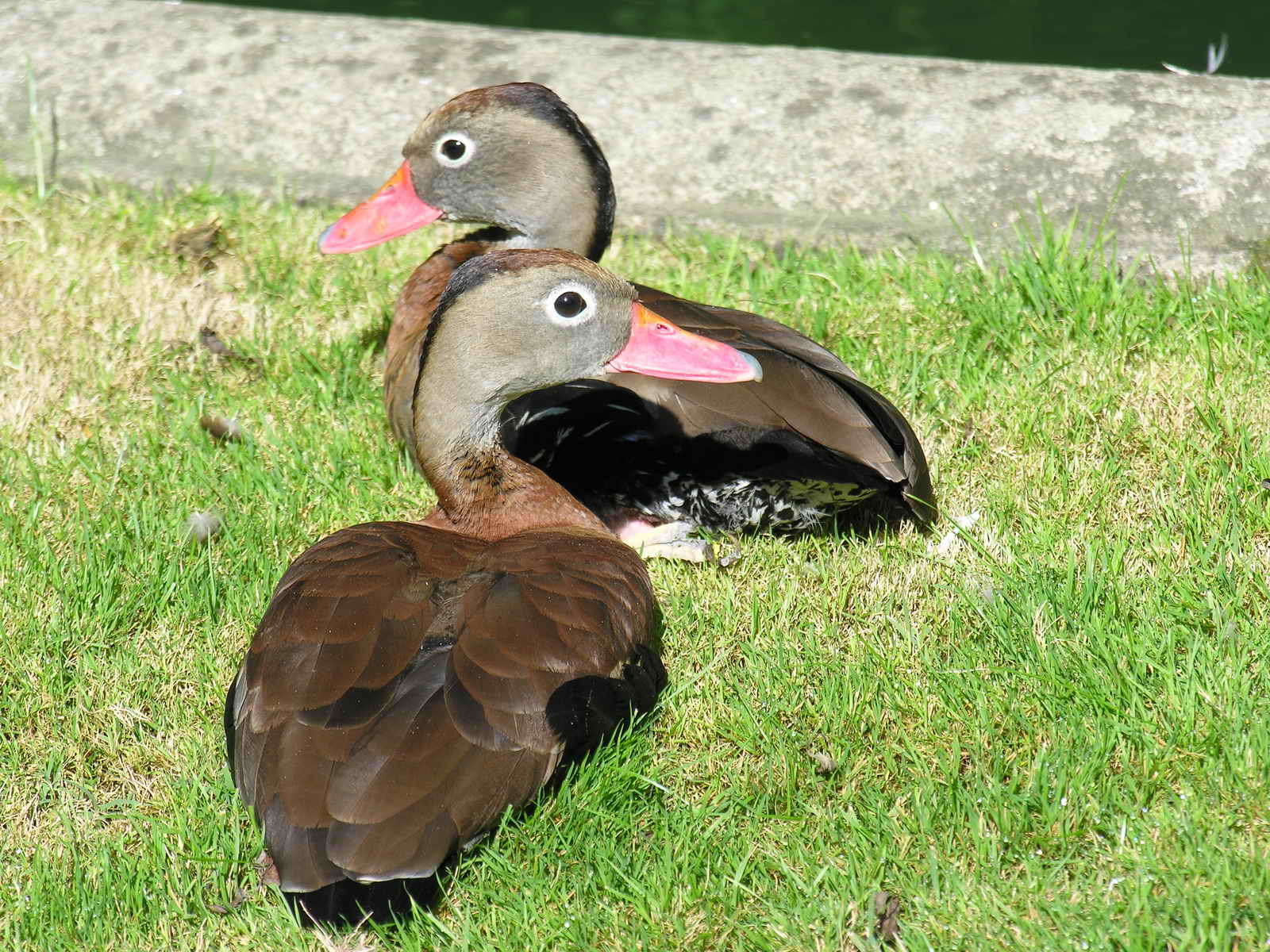
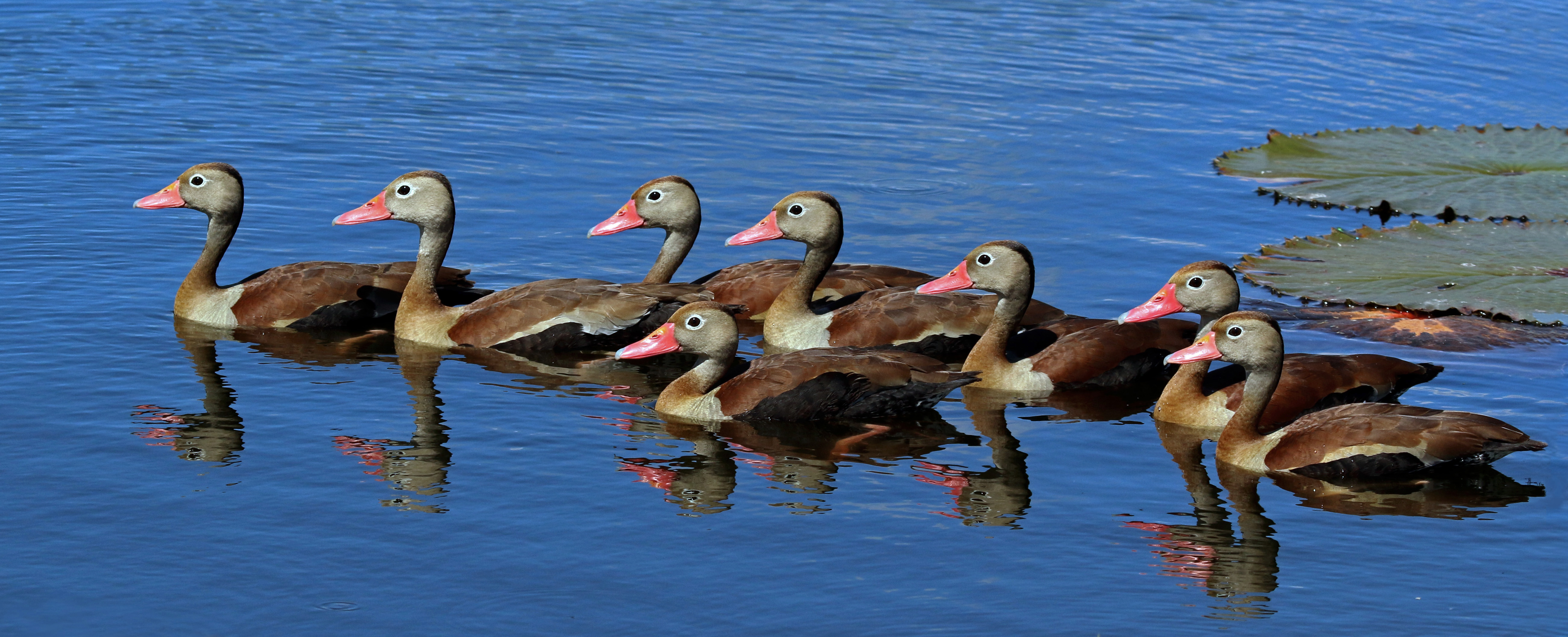

## Классификация
Международный союз орнитологов выделяет два подвида:
- D. autumnalis autumnalis
- D. autumnalis fulgens